# Kerry (kiesdistrict)
Kerry is een kiesdistrict in de Republiek Ierland voor de verkiezingen voor Dáil Éireann. Het district komt overeen met het  graafschap Kerry. Het bestond eerder als kiesdistrict tussen 1923 en 1937. Het district werd opnieuw gecreëerd door de fusie van Kerry North en Kerry South, als gevolg van de herindeling in 2012. Het nieuwe district werd voor het eerst gebruikt voor de  verkiezingen van 2016 en telt 5 zetels. 
Bij de verkiezingen in 2016 behaalden Fianna Fáil, Fine Gael en Sinn Féin ieder 1 zetel. De overige 2 zetels werden veroverd door de broers Danny en Michael Healy Rae, die beiden als onafhankelijk kandidaat waren.

## Referendum
Bij het abortusreferendum in 2018 stemde in het kiesdistrict 58,3% van de opgekomen kiezers voor afschaffing van het abortusverbod in de grondwet.